# Graphania semivittata
Graphania semivittata är en fjärilsart som beskrevs av Walker 1865. Graphania semivittata ingår i släktet Graphania och familjen nattflyn. Inga underarter finns listade i Catalogue of Life.